# Маррей, Фег
Фредерик Сеймур «Фег» Маррей (англ. Frederic Seymour "Feg" Murray; 1894, Сан-Франциско — 1973, Кармел) — американский легкоатлет. На Олимпийских играх 1920 года выиграл бронзовую медаль в беге на 110 метров с барьерами, показав результат 15,1 сек.
Учился в Стэнфордском университете, за который в 1916 году выиграл чемпионат США среди студентов на дистанциях 110 и 220 ярдов с барьерами. Чемпион США 1915 года в беге на 110 метров с/б и чемпион США в 1915 и 1916 годах в беге на 200 метров с/б.
После завершения спортивной карьеры работал карикатуристом на спортивную тему в местной газете.